# Codex Grolier

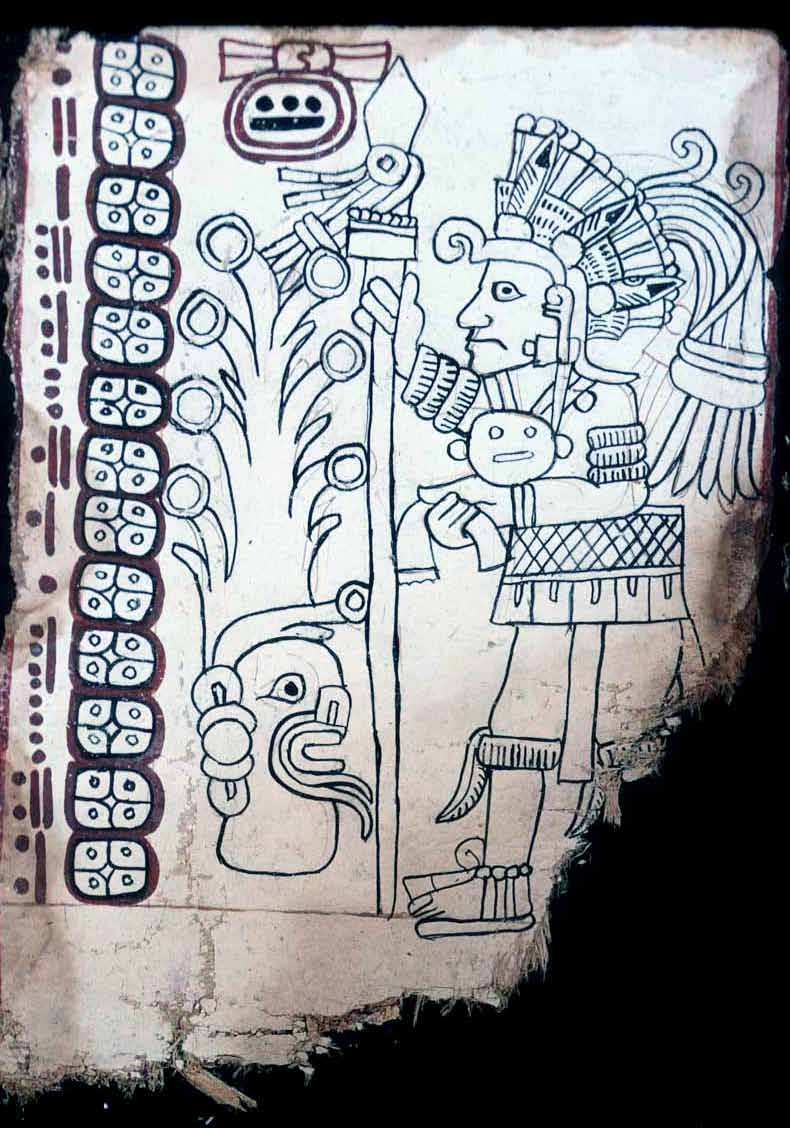
Page 2 du Codex Grolier

Le Codex de Mexico est l'un des quatre codices mayas préhispaniques. Il était auparavant connu sous le nom de Codex Grolier en référence au Grolier Club (en) de New York où il a été étudié pour la première fois par le mayaniste, Michael D. Coe, en 1971. Contrairement aux trois autres codices mayas, connus depuis le XIXe siècle, il n'est apparu que dans les années 1970 dans des circonstances peu claires. Ceci explique que son authenticité a longtemps été mise en doute.

## Histoire
En 1965, un collectionneur mexicain, le Dr. Josué Sáenz, l'acquiert dans des circonstances rocambolesques. On lui propose de le conduire en avion à un endroit secret afin de lui montrer un ensemble de pièces archéologiques : un masque en mosaïque, une petite boîte portant le glyphe-emblème de Tortuguero (es), un couteau sacrificiel et un manuscrit pictographique, vraisemblablement découverts dans une grotte de l'État de Chiapas, au Mexique. Bien qu'un expert ait conclu qu'il s'agissait d'un faux, Sáenz en fit malgré tout l'acquisition. En 1971, le mayaniste américain, Michael D. Coe, examina le manuscrit et fut convaincu de son authenticité. Il fut alors exposé au Grolier Club. Le Dr. Sáenz en fit, ensuite, don à l'État mexicain et il est, depuis, conservé à la bibliothèque du Musée national d'anthropologie de Mexico.

## Description
Il est composé de dix (ou peut-être onze) pages de papier amate, fragment d'un manuscrit qui en aurait comporté vingt. La taille des différentes pages varie légèrement à l'intérieur d'une longueur maximale de 19 cm et d'une largeur maximale de 12,5 cm. Les pages sont en mauvais état et il manque généralement la partie du bas. Pliées en accordéon, comme c'est le cas des autres manuscrits précolombiens, elles sont illustrées sur une seule face. Le manuscrit est consacré au cycle de Vénus. Tant les illustrations que les glyphes calendaires qui les accompagnent ont été peints au pinceau à l'encre noire. Seuls quelques détails sont en couleur, principalement de l'hématite rouge. Chaque page, décorée d'un épais bord rouge, présente, outre les glyphes calendaires, un personnage armé tourné vers la gauche dans une attitude menaçante, saisissant un captif dans la plupart des cas.

## Authenticité
Lors de l'exposition au Grolier Club, le mayaniste britannique, Eric Thompson, lui consacra dans un article (posthume) une critique négative qui lança la polémique. Une première datation par le carbone 14 a démontré que le papier était bien précolombien (1230 ± 130).
Son authenticité a été mise en doute par certains auteurs qui ont fait valoir qu'un faussaire aurait pu mettre la main sur du papier précolombien vierge et s'en servir pour réaliser un faux. La docteur Laura Elena Sotelo, spécialiste en codices mayas du Centre d'études mayas de l'Institut de recherches anthropologiques de l'Université nationale autonome du Mexique, soutenait qu'il pourrait s'agir d'un faux réalisé en 1960.
En 2016, le professeur Stephen Houston de l'université de Brown et son équipe apportent des preuves incontestables de son authenticité. « There can’t be the slightest doubt that the Grolier is genuine » déclare-t-il au Washington Post. Tant la composition du bleu maya — un mélange de palygorskite et d'indigo — utilisé pour créer l'encre appliquée sur le codex que la description de divinités mayas sont particulièrement justes. Ces éléments n'ont pu être contrefaits en 1964.
Une nouvelle datation au carbone 14 situe le Codex Grolier avant le Codex de Dresde, entre 1021 et 1154, ce qui en ferait le plus vieux livre lisible des Amériques. Son authenticité a été formellement reconnue le 30 septembre 2018 par l'Institut national d'anthropologie et d'histoire mexicain (INAH).
Le codex a été exposé durant un mois au Musée national d'anthropologie de Mexico, avant de rejoindre fin octobre 2018 la réserve sécurisée de la Bibliothèque nationale du Mexique. Il ne sera a priori plus exposé au public du fait de sa fragilité. Toutefois les amateurs de passage au Mexique pourront tenter de se procurer le livre El Códice Maya de México, antes Grolier, édité par la Bibliothèque nationale d'anthropologie et d'histoire.